# 류진웨이
류진웨이(중국어 정체자: 劉晉瑋, 병음: Líu Jìnwêi, 한자음: 유진위, Andrew Liu, 2000년 2월 15일 ~ )는 대만의 배우이다.

## 방송
- 1989일념간
- 아원의